# Monate
Monate è una frazione del comune italiano di Travedona Monate posta in riva all'omonimo lago ad ovest del centro abitato, in direzione antioraria verso Cadrezzate.

## Storia
Fu un antico comune del Milanese.
Registrato agli atti del 1751 come un borgo di 202 abitanti, nel 1786 Monate entrò per un quinquennio a far parte dell'effimera Provincia di Varese, per poi cambiare continuamente i riferimenti amministrativi nel 1791, nel 1798 e nel 1799. Alla proclamazione del Regno d'Italia nel 1805 risultava avere 211 abitanti. Nel 1809 si registrò la prima esperienza di unione con Travedona su risultanza di un regio decreto di Napoleone, ma il Comune di Monate fu poi ripristinato con il ritorno degli austriaci. L'abitato crebbe quindi lentamente, tanto che nel 1853 risultò essere popolato da 319 anime, salite a 341 nel 1871. Dopo una leggera crescita demografica nella seconda metà del XIX secolo, la situazione si stabilizzò fino ai 384 residenti del 1921. Fu quindi il fascismo a riproporre nel 1927 l'antico modello napoleonico, stabilendo la definitiva annessione a Travedona.

## Società

### Tradizioni e folclore
Tra le manifestazioni più importanti si ricorda la Festa di Monate organizzata dalla ASD Canottieri di Monate, in occasione della patrona ovvero la Madonna della Neve, che ricorre il 5 di agosto, festa di tre giorni organizzata convenzionalmente il sabato, la domenica ed il lunedì a cavallo della prima domenica del mese di agosto di ogni anno, con gli spettacolari fuochi piro-musicali sul lago il lunedì sera e la "cuccagna sul lago" la domenica pomeriggio.